# Province d'Asunción
Pour les articles homonymes, voir Asunción (homonymie).
La province d'Asunción (en espagnol : Provincia de Asunción) est l'une des vingt provinces de la région d'Ancash, au Pérou. Son chef-lieu est la ville de Chacas.

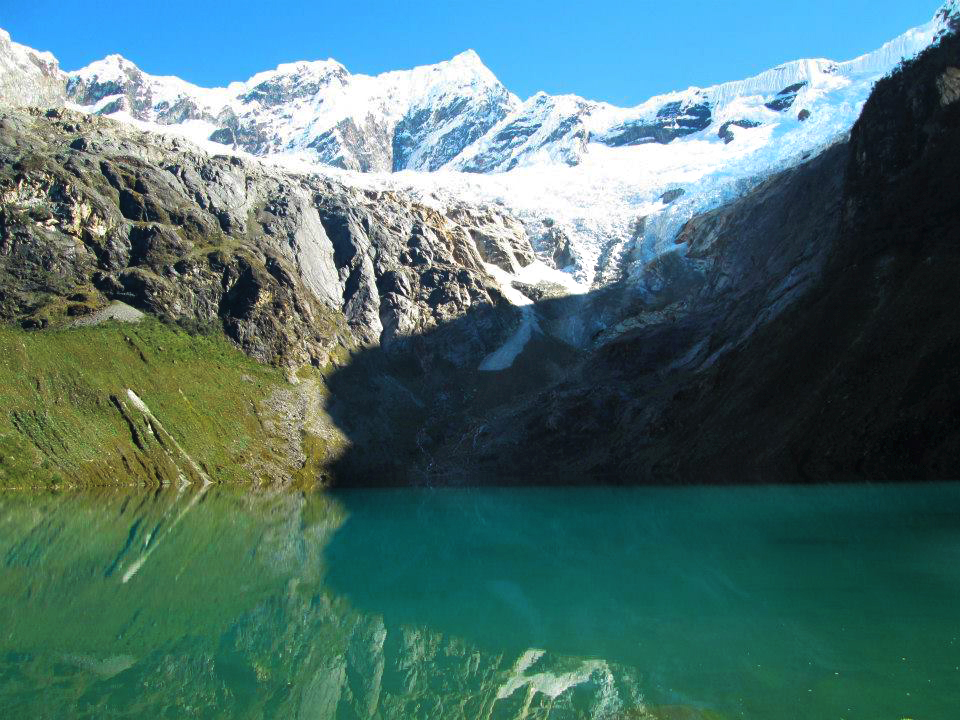
Lac Yanarahu

## Géographie
La province couvre une superficie de 528,66 km2. Elle est limitée au nord par la province de Yungay, à l'est par la province de Carlos Fermín Fitzcarrald et la province de Huari, au sud et à l'ouest par la province de Carhuaz.

## Population
La population de la province s'élevait à 9 054 habitants en 2007.

## Subdivisions
La province d'Asunción est divisée en deux districts :
- Acochaca
- Chacas